# 坦納泉 (亞利桑那州)
坦納泉（英語：Tanner Springs）是位於美國亞利桑那州阿帕契縣的一個非建制地區。該地的面積和人口皆未知。

## 地理
坦納泉的座標為35°17′18″N 109°41′08″W / 35.28833°N 109.68556°W，而該地的平均海拔高度為1764米（即5787英尺）。